# Mary Leakey
Mary Douglas Leakey, nacida como Mary Douglas Nicol y conocida como Mary Leakey (Londres, Inglaterra; 6 de febrero de 1913-Nairobi, Kenia; 9 de diciembre de 1996), fue una antropóloga británica, que, junto con otros, descubrió el primer cráneo de un simio fósil en la Isla Rusinga. Durante gran parte de su carrera, trabajó con su esposo Louis Leakey en la garganta de Olduvai, descubriendo varias herramientas y fósiles de antiguos Homininae. También descubrió las huellas de Laetoli.

## Primeros contactos con la Arqueología
Debido al trabajo de su padre como pintor, se mudaban con frecuencia, visitando lugares como Francia e Italia. Después de un tiempo, la familia se mudó a Dordogne en Francia. En la localidad cercana de Cabrerets, Abbé Amédée Lemozi estaba dirigiendo una excavación y fue allí cuando surgió su interés por la Prehistoria. 
Su padre murió en 1926 y su madre la llevó a un convento católico de donde fue repetidamente expulsada. Tras abandonarlo definitivamente, asistió a varias conferencias sobre arqueología y geología en la Universidad de Londres. 
Entró en el mundo de la arqueología en el papel de ilustradora para el libro de la doctora Gertrude Caton-Thompson, The Desert Fayoum, y a través de él, conoció a Louis Leakey quién tras ver su trabajo, quiso que también ilustrara su propio libro, Adam's Ancestors: The Evolution of Man and His Culture. Se casaron en 1936 y tuvieron tres hijos: Jonathan en 1940, Richard en 1944, y Philip en 1948.

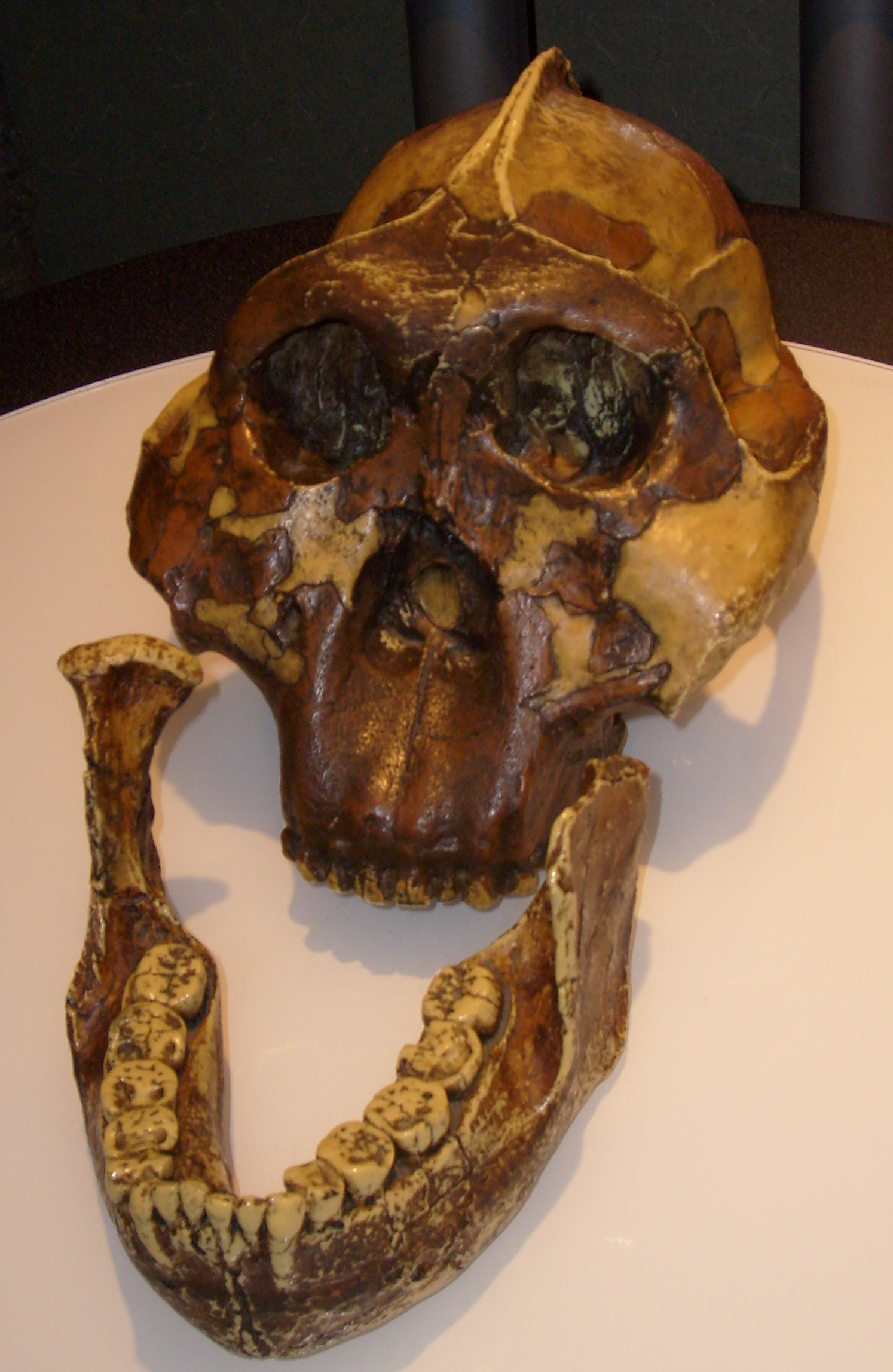
Réplica de un cráneo de Australopithecus boisei, descubierto por Mary Leakey en 1959.

## Excavaciones
En mayo de 1934 participó en su primera excavación en el Fuerte Hembury en Devon, (Inglaterra). Ese mismo año Mary realizó su propia excavación en Jaywick Sands y también publicó su primer ensayo científico. 
De 1935 a 1959, estuvo en la Garganta de Olduvai en las planicies del Serengeti del norte de Tanzania, donde desenterró varias herramientas de piedra, desde primitivos instrumentos corta piedra hasta hachas de mano multipropósito. Estos hallazgos provenían de culturas de la Edad de Piedra, que datan de hace 100 mil a 2 millones de años atrás. Los Leakey desenterraron un cráneo de Proconsul africanus en la Isla Rusinga, en octubre de 1947. Dicho cráneo fue el primero de un simio fósil encontrado, y hasta estos días solo se conoce a 3 de estos simios.    
Su siguiente descubrimiento, en 1959, fue un cráneo de Australopithecus boisei de 1.75 millones de años de antigüedad. También encontraron un cráneo menos robusto de Homo habilis y huesos de una mano. Luego de reconstruir esta última, se probó que era capaz de una manipulación muy precisa. Muchos más restos fueron encontrados en este sitio. En 1965 la pareja descubrió el cráneo de un Homo erectus, datado en un millón de años. 
Luego de que su esposo falleció, continuó trabajando en Olduvai y en Laetoli. Fue allí donde descubrió fósiles de más de 3.75 millones de años de antigüedad. También descubrió quince nuevas especies y un nuevo género. De 1976 a 1981 Mary y su equipo trabajaron para desenterrar las huellas de Laetoli que habían sido dejadas en la ceniza volcánica hacía 3.6 millones de años atrás.

## Publicaciones
- Excavations at Njoro River Cave, 1950 (en coautoría con Louis).
- Olduvai Gorge: Excavations in Beds I and II, 1960-1963, 1971.
- Olduvai Gorge: My Search for Early Man, 1979
- Africa's Vanishing Art: The Rock Paintings of Tanzania, 1983

## Eponimia
- El asteroide (7958) Leakey fue nombrado en honor de los antropólogos británicos Mary Leakey (1913-1996), Louis Leakey (1903-1972) y Richard Leakey (n. 1944).